# William D. Washburn
William D. Washburn (Livermore, 1831. január 14. – Minneapolis, 1912. július 29.) az Amerikai Egyesült Államok szenátora (Minnesota, 1889–1895).